# 懦弱的化妝舞會
《懦弱的化裝舞會》（日语：意気地なしマスカレード）是日本女子偶像團體HKT48成員指原莉乃的第2張個人單曲唱片，與唱片同名的主打歌曲同時也是指原自己所主演的電影《繆思之鏡 ～My Pretty Doll～》（劇場版 ミューズの鏡〜マイプリティドール〜）的主題曲。新單曲是以「指原莉乃 with 杏李玲」（指原莉乃 with アンリレ）的團體名義演唱，這是一個由三名AKB48的新世代成員替指原伴舞而組成的臨時演唱團體，2012年10月17日由Avex trax發行。

## 簡介
本單曲唱片是指原莉乃的第二張個人作品，也是自從她自AKB48移籍至以福岡為據點的姊妹團體HKT48之後，第一張個人單曲。
如同大部分AKB48與相關姊妹團體或成員的唱片作品，此張單曲唱片也是採取一張唱片多個版本的方式發行，共推出了Type-A、-B、-C與-D（劇場版）四個版本。四個版本的收錄曲中除了A面曲《懦弱的化裝舞會》與主要B面曲《霜淇淋Kiss》（ソフトクリーム・キス）相同之外，都各自搭配了不大相同的附屬歌曲。有別於大部分AKB48/HKT48相關作品幾乎都是由製作人秋元康一手包辦新歌作詞的方式，此次的作品中包含了兩首由指原莉乃本人負責作詞、與一首由HKT48成員兒玉遙負責改詞的新歌。
主打歌曲《懦弱的化裝舞會》是在2012年6月25日由指原莉乃本人企畫製作的演唱會「第一屆指頭祭 偶像臨時總會」（指原莉乃プロデュース 第一回ゆび祭り〜アイドル臨時総会〜）中初次公開，但在演唱當時，單曲是否會正式發行仍未確定。

## 指原莉乃 with 杏李玲
單曲唱片的演唱團體「指原莉乃 with 杏李玲」（指原莉乃 with アンリレ）是指原與三名AKB48新世代成員所組成，其中（AnRiRe）是三個人的名字之拼音首字的片假名合寫，也就是入山杏奈（Anna的「An」）、川榮李奈（Rina的「Ri」）與加藤玲奈（Rena的「Re」）三人的合稱。這是總製作人秋元康希望利用指原的高人氣知名度，扶持三位具有發展潛力的後輩之特別安排。四個人的組合是在富士電視台的音樂綜藝節目《Hey!Hey!Hey!Music Champ》於2012年9月24日播出的現場直播秋季特別節目（豪華!秋の歌祭り!HEY!HEY!HEY!お台場から生放送スペシャル!!）中首次公開亮相。
雖然無論是在音樂影片還是參加電視節目現場演唱時，都是由指原莉乃一人負責歌唱的任務，但是四個人的舞蹈編制卻不一定是常見到、由主唱站在中央位置（center）的隊形。相反的，在大部分的場合都是由川榮李奈站在前排中央位置，主唱指原站在一旁。在Type-A版本所附DVD中收錄的《懦弱的化裝舞會》MV是官方用於媒體曝光的主打版本，但卻一反常態地採用川榮站在前排中央位置的「川榮李奈center版」而非指原站在中央位置的正常版本（收錄於Type-B中）。配合這特殊的設定，Type-A版唱片的封面未採個人唱片作品會將主唱者作為照片主體的慣例，反而是以川榮作為照片主角，而將真正的發片歌手指原放在角落，並且標上「真的假的？」（マジ！？）的狀聲字作為幽默。

## 收錄曲

### Type-A
Type-A的封面收錄了入山杏奈、川榮李奈、加藤玲奈與指原莉乃四人的合照，其中站在前排位置的是川榮李奈。
CD
1. 《懦弱的化裝舞會》（意気地なしマスカレード）
（作詞：秋元康，作曲：田中俊亮，編曲：野中「MASA」雄一）
  - 由松竹所代理的電影《劇場版 繆斯之鏡〜My Pretty Doll〜》主題曲[2]。
  - 常盤薬品工業豆乳成分化妝品莎娜「柔滑美肌本舖」（なめらか本舗）電視廣告曲[註 1][6]。
2. 《霜淇淋Kiss》（ソフトクリーム・キス）
（作詞：秋元康，作曲：福田貴訓，編曲：伊東大和）
3. 《if的妄想》（ifの妄想）
（作詞：指原莉乃，作曲、編曲：小森雄壱）
4. 《懦弱的化裝舞會》（off vocal ver.）
5. 《霜淇淋Kiss》（off vocal ver.）
6. 《if的妄想》（off vocal ver.）

DVD
1. 「懦弱的化裝舞會」MV 〜川榮李奈center版
2. 指原莉乃的招待 ～與杏李玲一起的熱鍋Party～（指原莉乃のおもてなし 〜アンリレとあったか鍋パーティー）

初回限量附贈特典
- 交換卡（自全部5種中隨機附贈1種）
- 全國活動招募券

一般附贈特典
- 生寫真（自全部10種照片中隨機附贈1種）

### Type-B
Type-B的封面收錄了入山杏奈、指原莉乃、加藤玲奈與川榮李奈四人的合照，其中站在前排位置的是指原莉乃。
CD
1. 《懦弱的化裝舞會》
2. 《霜淇淋Kiss》
3. 《認真戀愛五秒前》（MajiでKoiする5秒前）
（作詞、作曲：竹內瑪莉亞（竹内まりや），編曲：伊東大和）
翻唱自廣末涼子的出道單曲。
4. 《懦弱的化裝舞會》（off vocal ver.）
5. 《霜淇淋Kiss》（off vocal ver.）
6. 《認真戀愛五秒前》（off vocal ver.）

DVD
1. 「懦弱的化裝舞會」MV 〜指原莉乃center版
2. 指原莉乃 vs 杏李玲 小指子的猜謎大會（指原莉乃 vs アンリレ さしこのクイズ大会）

初回限量附贈特典
- 交換卡（自全部5種中隨機附贈1種）
- 全國活動招募券

一般附贈特典
- 生寫真（自全部10種照片中隨機附贈1種）

### Type-C
Type-C的封面收錄了入山杏奈、指原莉乃、加藤玲奈與川榮李奈四人的合照，但穿著與Type-A、-B不同的彩色洋裝。站在前排位置的是指原莉乃。
CD
1. 《懦弱的化裝舞會》
2. 《霜淇淋Kiss》
3. 《懦弱的化裝舞會》（博多腔版）
（作詞：秋元康，博多腔改編：兒玉遥，作曲：田中俊亮，編曲：野中「MASA」雄一）
4. 《懦弱的化裝舞會》（off vocal ver.）
5. 《霜淇淋Kiss》（off vocal ver.）

DVD
1. 「懦弱的化裝舞會」MV 〜電影《劇場版 繆思之鏡～My Pretty Doll～》特別編集版
2. 指原莉乃的獨斷博多巡禮（指原莉乃の気ままに博多めぐり）
  1. 第一次的○○（初めての○○）
  2. 在水族館魚魚魚（水族館でギョギョギョ）
  3. 長濱拉麵攤對談 指原莉乃×小林善紀（長浜ラーメン屋台対談 指原莉乃×小林よしのり）

初回限量附贈特典
- 交換卡（自全部5種中隨機附贈1種）
- 全國活動招募券

一般附贈特典
- 生寫真（自全部10種照片中隨機附贈1種）

### Type-D
Type-D（劇場版）是唱片出版商愛貝克思自有的網路唱片銷售/下載商店「mu-mo shop」專賣的特別版本。封面只收錄了指原莉乃一人的照片。Type-D實際上發行了兩種內容物不同的版本，分別是附贈了生寫真但沒有DVD的CD Only版，與附贈握手會參加券的CD+DVD版。
CD
1. 《懦弱的化裝舞會》
2. 《霜淇淋Kiss》
3. 《到遙遠的街道》（遠い街へ）
（作詞：指原莉乃，作曲：夏海，編曲：division L）
4. 《懦弱的化裝舞會》（off vocal ver.）
5. 《霜淇淋Kiss》（off vocal ver.）
6. 《到遙遠的街道》（off vocal ver.）

附贈特典
- 劇場版生寫真（自全部3種照片中隨機附贈1種）或握手會參加券。

## 外部連結
- 指原莉乃個人唱片官方網站 （页面存档备份，存于）（Avex Net）（日語）
- YouTube上的指原莉乃 with 杏李玲「懦弱的化裝舞會」～川榮李奈center版（愛貝克思官方YouTube頻道）（日語）
- YouTube上的指原莉乃 with 杏李玲 「懦弱的化裝舞會」劇場版繆斯之鏡版（愛貝克思官方YouTube頻道）（日語）